# Rhabdoblatta saravacensis
Rhabdoblatta saravacensis är en kackerlacksart som först beskrevs av Robert Walter Campbell Shelford 1906.  Rhabdoblatta saravacensis ingår i släktet Rhabdoblatta och familjen jättekackerlackor. Inga underarter finns listade i Catalogue of Life.